# 카를 페르디난트 폰 외스터라이히 대공

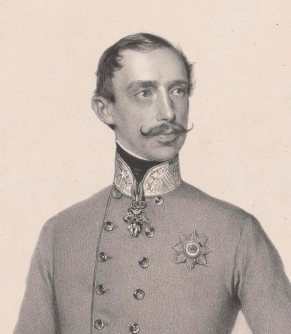

오스트리아 대공 카를 페르디난트(1818년 7월 29일 ~ 1874년 11월 20일)는 오스트리아 제국의 황족이자 군인이다. 프란츠 1세의 동생 테셴 공작 카를과 나사우바일부르크 공녀 헨리에타의 차남이며, 아버지와 형과 같이 군인으로 활약했다.
1854년 사촌동생 엘리자베트 프란치스카와 결혼하여 6명의 자녀를 두었다. 그 중 장녀는 스페인 알폰소 12세의 왕비 오스트리아의 마리아 크리스티나이다.